# Philenora placochrysa
Philenora placochrysa là một loài bướm đêm thuộc phân họ Arctiinae, họ Erebidae.